# Zweikampf bei Sonnenuntergang
Zweikampf bei Sonnenuntergang ist ein US-amerikanischer Western aus dem Jahr 1950 von George Templeton mit Robert Preston und Robert Sterling in den Hauptrollen. Der Film basiert auf dem vom 2. Dezember 1933 bis zum 10. Februar 1934 im Magazin Collier’s veröffentlichten Roman Thunder in the Dust von Alan Le May, der das Drehbuch schrieb und neben Regisseur Templeton den Film mitproduzierte.

## Handlung
Die Brüder Tom und Jeff Cloud besitzen eine Ranch in Texas. Unter einem Busch versteckt finden sie die Leiche ihres Vormannes Juan Amordor. In der nahen Stadt zeigen sie den Mord bei Sheriff Elmer Gall an. Tom hat eine Affäre mit Kathleen Boyce, die angibt, dass ihr Mann Earl Augenzeuge des Mordes sei, aber aus Angst schweigt. Als ein Fremder auf die Ranch der Brüder kommt, bezeichnet ihn Tom als Kid Wichita. Es ist James Cloud, der Bruder von Tom und Jeff, der ein gesuchter Outlaw ist. James bietet seine Hilfe an, den Mörder zu suchen. Die drei Brüder suchen Earl Boyce auf, der sich weigert, den Mörder zu benennen. 
Am Abend trifft sich James mit seinem Kumpan Turkey und dem Rest seiner Bande. Sie stoßen auf eine Gruppe Rancher, die das Vieh der Clouds wegtreiben will. James stiehlt die Sättel, bringt sie auf die Cloud-Ranch und benachrichtigt Tom über den versuchten Viehdiebstahl. Als Tom ihm Bezahlung für seine Hilfe anbietet, fordert James die Hälfte der Ranch. Toms Nachbar Sam Beers warnt Tom, dass die Rancher nach dem erfolglosen Diebstahl ihn nun ermorden wollen. James und seine Männer versuchen, Earl zum Reden zu bringen, sind aber erfolglos. Tom besucht Kathleen, die James als Viehdieb Kid Wichita erkannt hat. Tom vermisst einige Rinder, woraufhin ihm James 3.000 Dollar Entschädigung zahlt. Als James zurück zu seiner Bande will, will auch Jeff mitgehen, wird aber von Tom zurückgehalten. 
James reitet mit seinen Männern in die Stadt. Sheriff Gall wird beim Versuch, James aufzuhalten, erschossen. John Gall entdeckt kurze Zeit später die Leiche seines Sohnes. Kathleen erzählt Tom, dass Earl gezwungen werde, James/Wichita zu töten. Abends reitet James mit seinen Männern zu Earl. Als Earl nach einem Gewehr greift, wird er von Janes erschossen. Als James weg ist, eilt Kathleen zu Tom und erzählt ihm von dem Vorfall. Sie will die Tat am nächsten Morgen anzeigen. Toms Nachbar Sam befürchtet, dass man Earls Tod Tom anlasten werde. In diesem Moment erscheint Turkey mit der Nachricht, dass die Bande von den Ranchern angegriffen wurde. Jeff, der heimlich zu James geschlichen ist, wurde von den Ranchern gefangen genommen. 
Tom, James und Sam dringen in das Versteck der Rancher und befreien Jeff. James reitet mit seinen Männern davon. Tom ruft ihm hinterher, dass er ihn verfolgen werde. Einige Zeit später kehrt James zur Cloud-Ranch zurück. Tom erklärt ihm, dass er ihn für den Mord an Earl an John Gall, der den Posten als Sheriff von seinem Sohn übernommen hat, ausliefern werde. James zieht seine Waffe, wird aber von Sam erschossen.

## Produktion

### Hintergrund
Gedreht wurde der Film in Texas, u. a. in Amarillo, Canyon, im Palo Duro Canyon sowie in den Universal-Studios in Universal City.

### Stab
John B. Goodman war der Art Director. Regisseur George Templeton gab sein Regiedebüt bei einem abendfüllenden Spielfilm.

### Besetzung
Jack Elam gab sein Kinodebüt, ebenso John Drew Barrymore, der hier noch als John Barrymore jr. auftrat.

## Veröffentlichung
Die Premiere des Films fand am 30. Januar 1950 in Amarillo (Texas) statt. In der Bundesrepublik Deutschland kam er am 27. Juni 1952 in die Kinos, in Österreich bereits im Mai 1952.

## Kritiken
Der Filmkritiken-Aggregator Rotten Tomatoes hat in einer Auswertung von über 500 User-Kritiken eine Zustimmungsrate von 29 Prozent errechnet.
Das Lexikon des internationalen Films schrieb: „Banaler Western.“
Der Kritiker des TV Guide sah einen Routine-Western, bei der nur Hochs Kameraarbeit herausragt.